# Савића механа
Савићева механа је најстарија и најпознатија механа у Грочанској чаршији. Подигнута је крајем 18. века.
Грочанска чаршија је још 1966. године проглашена за споменик културе – просторну културно-историјску целину. Тринаест година касније, 1979. године, Грочанска чаршија утврђена и за културно добро од великог значаја. Поред решења о заштити Грочанске чаршије, у овом периоду донета су и решења којима су заштићени и појединачни објекти на територији вароши. Савића механа налази се у Чаршији и заштићена је у склопу просторне културно-историјске целине.

## Изглед
Сазидана непосредно на реци Грочици, зграда је служила и као бедем да заштити Чаршију од набујалих вода ове речице.
Чеони део зграде разликује ову механу од других у Чаршији. У основи је грађена као издужени правоугаоник од линје улице по дубини парцеле. Целом дужином бочне фасаде протеже се трем са аркадама, који је служио за комуникацију. Из трема се улазило у собе за преноћиште, док се у кафану, која се налазила у предњем делу зграде, улазило директно са улице.

## Историја
Грочанске механе су биле простране просторије, премазане уљем или поплочане циглом. У сређенијим и познатијим механама столови су били прекривени шареним столњацима. Свака механа је имала своје сталне и привремене госте. За време пазарних дана механе су биле пуне трговаца, купаца и накупаца са стране. С вечери су навраћале рабаџије и разни гоничи стоке -џелебџије. Механе су имале и свој стамбени део у којима су живели власници са својим породицама. Због тога су механе биле отворене од раног јутра до касне вечери и гости су могли бити услужени у било које доба дана.
Постоји предање да је у Савићеву механу често навраћао Хајдук Вељко Петровић са својом љубавницом Чучук Станом, где су се забављали и проводили.
Иако је мењала власнике, зграда је стално имала функцију кафане. Као власник најдуже се задржао извесни Савић, по коме је и добила име.